# Lód XVI

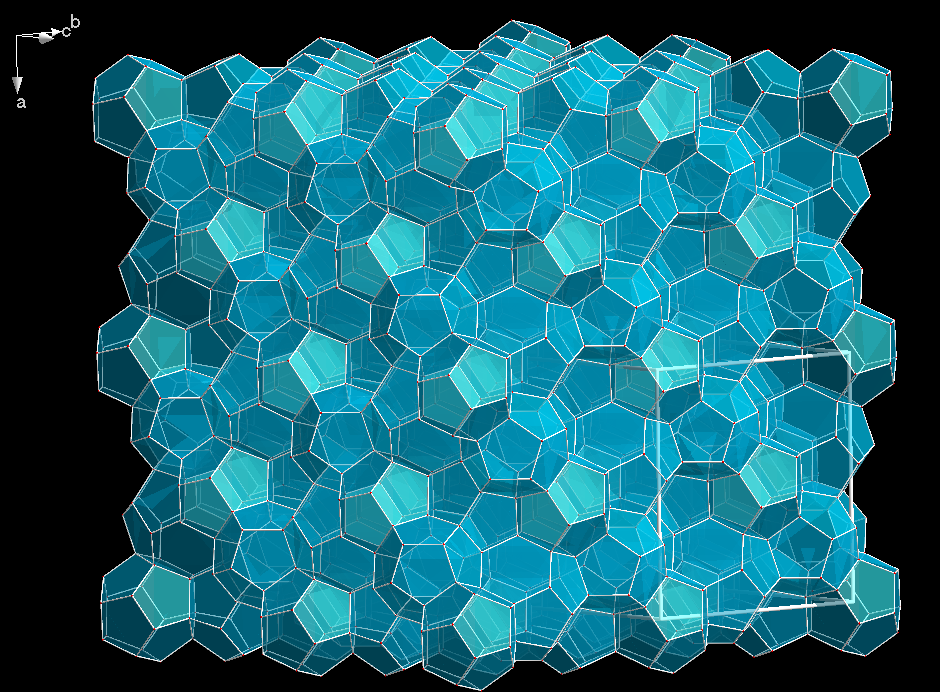
Struktura krystaliczna lodu XVI

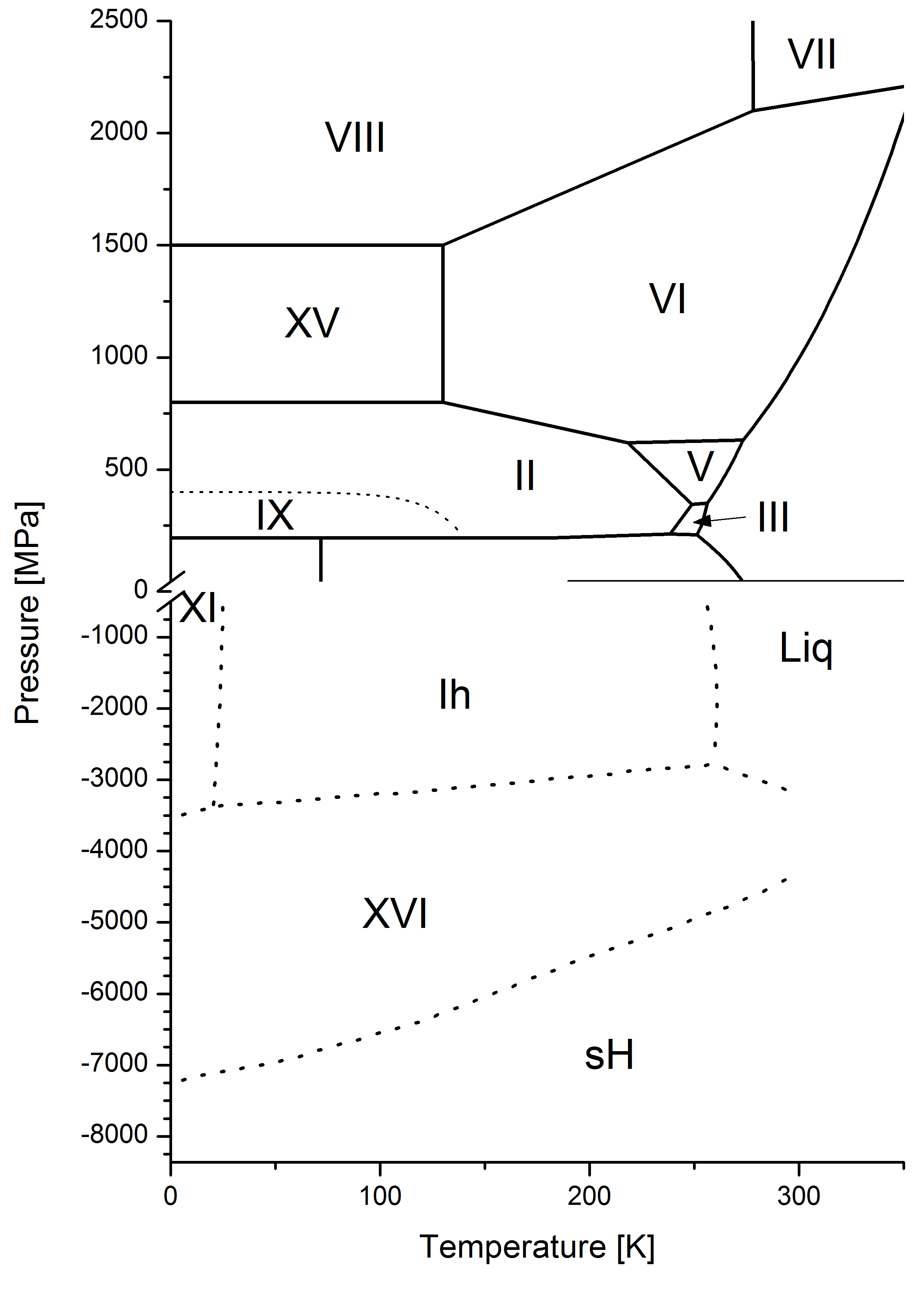
Diagram fazowy wody rozszerzony do ujemnych ciśnień. Granice pomiędzy fazami w warunkach rozciągania zostały policzone za pomocą modelu wody TIP4P/2005 (za Conde et al. 2009). Oznaczenie "sH" dotyczy teoretycznej fazy lodu o topologi podobnej do struktury znanej z klatratu sH.

Lód XVI – regularna odmiana lodu o strukturze pustego klatratu.

## Charakterystyka
Sieć krystaliczna takiego lodu jest utworzona przez puste komórki klatratu typu sII. Komórka elementarna zawiera 136 cząsteczek wody, tworzących sieć zawierającą 16 dwunastościennych klatek i osiem większych klatek o pięcio- i sześciokątnych bokach. Wiązania wodorowe w lodzie XVI nie są uporządkowane przestrzennie. Lód XVI został wytworzony po raz pierwszy w 2014 roku z klatratu neonu, poprzez usunięcie atomów neonu. Jego gęstość jest niższa niż lodu heksagonalnego i najniższa spośród znanych odmian krystalicznych lodu; jest ona równa 0,81 g/cm³. Przewiduje się, że ta odmiana jest stabilna w niskiej temperaturze, pod ujemnym ciśnieniem.